# Sven Felski

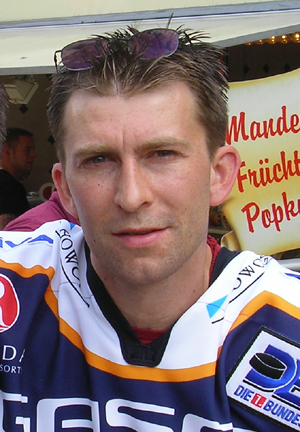

Sven Günther Felski, född 18 november 1974 i Östberlin, är en tysk före detta ishockeyspelare som mellan 1992 och 2012 spelade i Eisbären Berlin i DEL. Felski tillhörde klubbens mest populära spelare.
Felski började med konståkning i SC Dynamo Berlin men bytte vid 11 års ålder till ishockey. 1992 började han spela med klubbens A-lag som 1991 bytte namn till EHC Eisbären Berlin. I DEL har han spelat över 900 matcher och blivit tysk mästare 2005, 2006, 2008, 2009 och 2011. I det tyska landslaget har han deltagit i A- (1998, 2001, 2003, 2005, 2007-2010) och B-VM (1999, 2006) samt i OS 2006 och 2010.